# Subbética (Cordova)

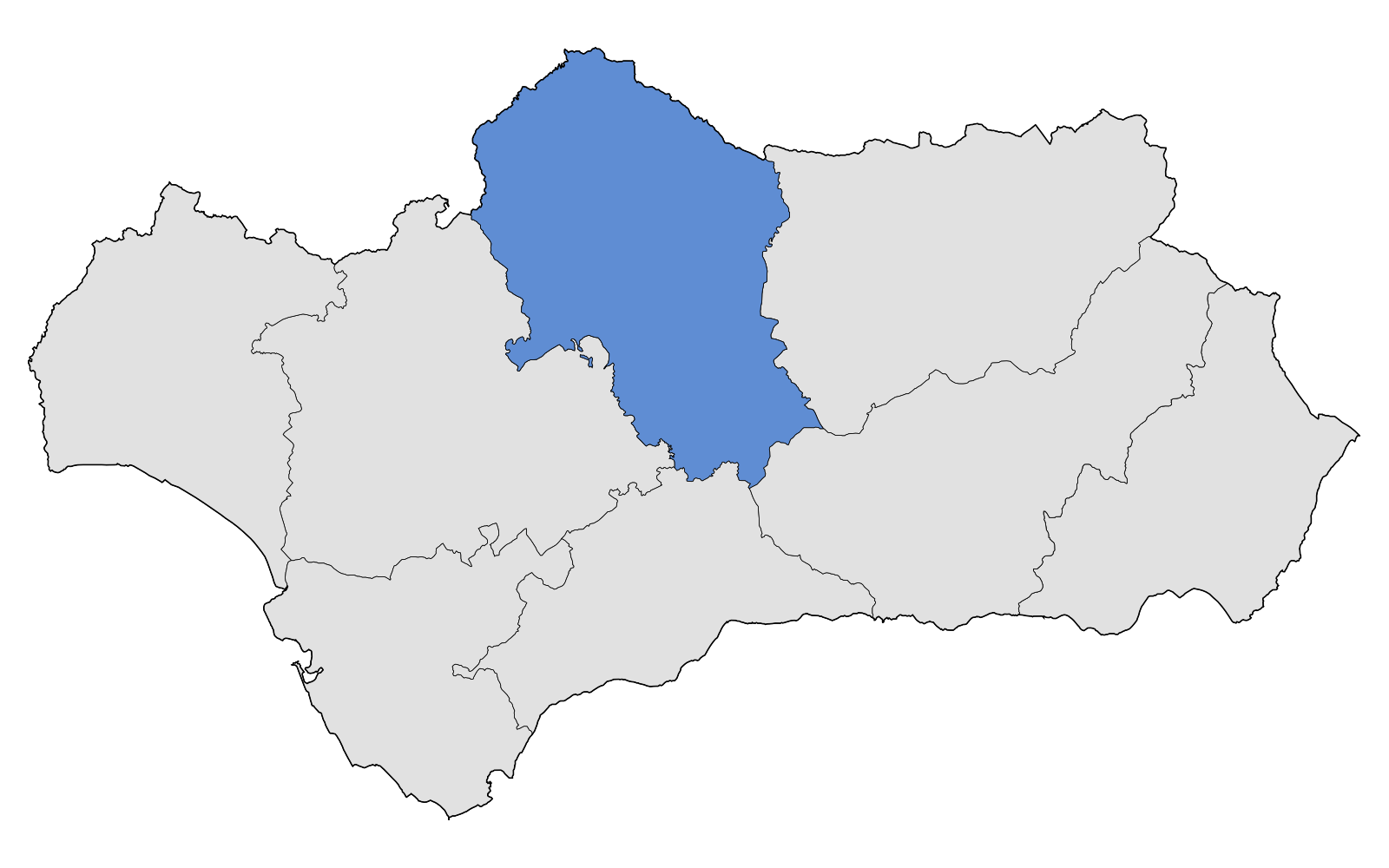
Posizione de la provincia di Cordova nell'Andalusia

La Subbética è una comarca di 1.597 km² situata al sudovest della provincia di Cordova, nel centro geografico dell'Andalusia. Sul suo territorio è situato il Parco Naturale di Sierras Subbéticas.

## Comuni

Comuni della Subbetica Cordovese

La comarca comprende i comuni di Almedinilla, Benamejí, Cabra, Carcabuey, Doña Mencía, Encinas Reales, Fuente-Tójar, Iznájar, Lucena, Luque, Palenciana, Priego de Córdoba, Rute e Zuheros. Nel 2006 contava un totale di 123.651 abitanti.

## Confini
Confina con:
- La comarca della Campiña Este - Guadajoz (Baena) a nord.
- La comarca della Campiña Sur (Puente Genil) e la provincia di Siviglia a ovest.
- La provincia di Jaén a est.
- Le provincie di Provincia di Malaga e Provincia di Granada a sud.